# Сдружение „Изкуство в действие“
„Изкуство в действие“ е независимо сдружение на български артисти, които работят в различни сфери на изкуството и артпедагогиката. Дейността му се състои в организирането на изяви и обучения в сферата на съвременните изкуства, международни обмени и младежки проекти с артистична и образователна насоченост. Приоритет в програмата на сдружението имат свободните младежки инициативи и творчески изяви с експериментален характер.

## История
Сдружение „Изкуство в действие“ възниква на базата на консолидация на лидерите на няколко от основните авангардни артистични групи в България от края на 80-те години на ХХ век. Учредено е през април 1990 година, като съучредители са: Добрин Пейчев и Орлин Дворянов (група „ДЕ“), Даниела Ненова и Александър Пожарлиев (група „Пърформанс“), Димитър Грозданов (група „МА“), Велико Шербанов и Вяра Грънчарова (група „Кукувден“), Албена Михайлова (група „РЪБ“), Вячеслав Ботев (група „Хермес“) и Дияна Попова. През май 1991 година са приети: Любомир Велев и Светослав Битраков (група „СЛАВ“), Николай Иванов (група „ДЕН“), Емил Вълев (група „Виолетов Генерал“), Климент Атанасов (галерия „КА“, Бургас), Ани Хорисян („Арт кино“), Венцислав Занков, Александър Райков, Георги Ружев.
От учредяването му до днес историята на „Изкуство в действие“ може да се раздели на няколко периода.

### 1990–1993 г.
Дейността на сдружението е свързана главно с авторските изяви на съучредителите. През този период на четвъртия етаж на сградата на Съюза на демократичните сили в София на бул. „Дондуков“ 49 е открита галерия „Изкуство в действие“. Реализирани са и редица артистични проекти в алтернативни пространства, като хепънингите „Сътворение“ в изоставената бирена фабрика „Прошеково пиво“ и „1ааа“ в старата сграда на КАТ (днес „Гьоте Институт“) в София. Паралелно с това сдружението, съвместно с галерия „КА“ – Бургас, ежегодно организира поредица от художествени акции по южното Черноморие, обединени под общото заглавие „Арт Херо“. През 1992 г. са подготвени и серия от 14 телевизионни предавания, излъчени по националната телевизия под общото мото „Изкуство в действие“.
Също така са осъществени голям брой изяви в чужбина, като може би най-значимата е участието в първия „ОСТ-ВЕСТ ФЕСТ“ в Берлин, с който артисти от цял свят отбелязват падането на Берлинската стена.

### 1994–1998 г.
„Изкуство в действие“ функционира предимно чрез организираните от aртпедагогическия си екип младежки програми, в които участват много млади автори, студенти и ученици. Голяма част от старите автори напускат сдружението. По това време организацията става съучредител на сдружение „Ost West Forum“ със седалище в Берлин, което представлява мрежа от четиринайсет международни партньорски организации от цяла Европа. На базата на тези контакти са реализирани повече от двадесет международни проекта в страни като Германия, Холандия, Франция, Турция, Полша, Румъния. През този период със сдружението работят Антония Дуенде, Борис и Габриела Сергинови, Ирена Митова-Нойтвиг, Ния Пушкарова и др. Тогава се оформя и тясната връзка между дейността на „Изкуство в действие“ и работата на ателие „Неконвенционални форми“ към специалност „Педагогика на обучението по изобразително изкуство“ на Софийски университет „Св. Климент Охридски“.

### 1999-2001 г.
Сдружението променя състава си. Като нови членове са приети: Калин Плугчиев, Люба Димитрова, Стела Инчовска, Майа Антова, Добрин Атанасов – група „Y поколение“; Мая Жалова, Гергана Темелкова, Лиляна Дворянова, Николай Делчев - група „Жест Звук Образ“ (ЖЗО). През този период „Изкуство в действие“ съсредоточава усилията си предимно в реализацията на широко-мащабния проект „2ааа“. Проектът включва четиринадесет групови артистични изяви в различни градове на страната. Също така сдружението работи и по линия на международния младежки обмен, като негов основен партньор е немската организация „Offener Kunsverein e.V.“ от град Потсдам, Германия.

### 2002–2006 г.
„Изкуство в действие“ продължава да осъществява дейността си както по линия на международния младежки обмен, така и по различни артистични проекти. В този период със сдружението започват да работят Десислава Цонева, Любен Кулелиев, Иван и Георги Ямалиеви, Моника Михайлова, Венцислава Стоянова и др. Благодарение на увеличения организационен състав и на партньорства със сродни организации, „Изкуство в действие“ осезаемо разширява международната си дейност. Освен на стари партньорски връзки, вече се разчита и на новосъздадени контакти със страни като Чехия, Испания, Унгария, Италия, Полша, Словения и др. Отношение към този процес има установяването на част от членовете на сдружението извън границите на България. По това време организацията започва да приема и да изпраща доброволци по програмите на ЕС. През 2006 г. сдружението организира в София международна конференция на тема „Изкуството – универсален език за общуване“. В нея вземат участие основните чуждестранни партньорски организации. В рамките на конференцията се набелязват стратегии за развитие след влизането на България в ЕС.

### След 2007 г.
От 2007 г. „Изкуство в действие“ започва да работи по заложените в конференцията насоки. Вследствие на това в няколко поредни етапа е реализиран мащабен младежки проект, който включва провеждане на международни обмени в сферата на визуалните и сценичните изкуства, съвместно с партньори от Германия, Италия, Испания, Португалия, Турция и Румъния.
Паралелно, сдружението взема участие във фестивали и артфоруми в страната и чужбина. През 2008 г. автори от „Изкуство в действие“ осъществяват поредица от изложби, пърформанси и видео презентации в рамките на проект „БРОД – дни на младата българска култура“ в Дрезден, Германия. Частично, този проект е реализиран през 2010 г. и в България под името „БРОД... или ако я нямаше тази стена“.
По това време започва и партньорството с дрезденските организации „Jugend- & Kulturprojekt e.V.“ и „Milan e.V.”, с които са реализирани значителен брой участия в културни и младежки проекти и фестивали в Дрезден, Фрайберг и Майсен, Германия. Съвместната работа с тези организации продължава активно и до днес.
През 2010 г. сдружение „Изкуство в действие“ отбелязва 20 години от учредяването си чрез индивидуални изяви на членовете си в различни точки на света. Реализирани са изяви в Германия, Франция, Австрия, Швейцария, Румъния, Индия и Перу. Наред с това сдружението става основен организатор на Студентски фестивал на пърформанса „Шах с пешката“, който се провежда ежегодно от 2011 г. в София, в партньорство с Културния център на Софийския университет „Св. Климент Охридски“.